# Jean Racquet
Jean Racquet (1633-1689) fut important organiste français, notamment titulaire des orgues de la cathédrale Notre-Dame de Paris.

## Biographie
Il est fils de Charles Racquet, titulaire de Notre-Dame de Paris de 1618 à 1643. En 1643 ou 1647, il devient organiste assistant de son père à la cathédrale Notre-Dame de Paris, puis organiste titulaire en 1659, position qu'il tient 30 ans.
Le 3 octobre 1664, il signe son contrat de mariage avec Madeleine Dubois, passé en présence de Henri Ballet, violon ordinaire de la Chambre du roi. Il demeure alors en l'hôtel des Ursins, paroisse Saint-Landry.

## Œuvres
Pas d'œuvres connues.